# Rógvi Holm
Rógvi Sjúrðarson Holm (ur. 24 stycznia 1990 na Wyspach Owczych) – farerski piłkarz, występujący na pozycji obrońcy w klubie HB Tórshavn ze stolicy tego archipelagu.

## Kariera klubowa

### AB Argir i B36 Tórshavn
Swą karierę Rógvi Holm zaczynał w farerskim klubie AB Argir. Nie rozegrał tam jednak w swoim pierwszym sezonie (2006) żadnego spotkania. Został natomiast wypożyczony do B36 Tórshavn, gdzie rozegrał swoje pierwsze dwa spotkania w 2.deild, czyli trzecim poziomie rozgrywek na tym archipelagu. Jego pierwszy występ w Formuladeildin miał miejsce 1 października 2006, w meczu 25. kolejki, kiedy B36 Tórshavn zremisował z NSÍ Runavík 1:1. Holm zastąpił wtedy w 75. minucie Johana Ellingsgaarda. Sezon ten był też pierwszym, i jak dotąd jedynym, w którym Rógvi został ukarany czerwoną kartką. Stało się to w meczu 2.deild, przeciwko NSÍ Runavík II przegranym przez B36 Tórshavn II 0:5.
Po tym sezonie Holm wrócił do AB Argir, który wtedy uzyskał właśnie awans do Formuladeildin. Początkowo często zajmował miejsce na ławce rezerwowych, jednak pod koniec sezonu zaczął regularnie pojawiać się na boisku, wystąpiwszy w dziewięciu meczach. Jego klubowi nie udało się utrzymać w pierwszej lidze i, po zajęciu dziewiątego miejsca spadli do 1.deild.
W kolejnym roku Holm rozegrał dla pierwszego składu AB Argir dziesięć spotkań, zdobył też dwie bramki. Pierwszy gol w jego karierze padł w spotkaniu przeciwko Víkingur Gøta II, wygranym przez AB 8:1. Rógvi został też wtedy ukarany swoją pierwszą żółtą kartką w innym spotkaniu przeciwko Víkingurowi Gøta II. Jego klub zajął wtedy drugie miejsce w tabeli ligowej i awansował do Formuladeildin.

### Aberdeen F.C.
Wiosną 2009 roku Rógvi Holm podpisał kontrakt ze szkockim Aberdeen F.C., który miał obowiązywać do lata 2010. Stał się trzecim młodym Farerczykiem, który został włączony w skład klubu z Aberdeen. Nie pojawił się na boisku ani razu, trzykrotnie zajmując miejsce na ławce rezerwowych. Holm opuścił Aberdeen F.C. przed upłynięciem jego kontraktu, 15 października 2009.

### HB Tórshavn
Od sezonu 2010 Rógvi Holm gra w farerskim klubie HB Tórshavn ze stolicy tego archipelagu. Jest jednym z podstawowych zawodników swojej drużyny. Wystąpił w dziewięciu spotkaniach i nie zdobył dotąd żadnej bramki.

### Statystyki
| Klub          | Sezon         | Liga                    | Liga  | Liga   | Liga         | Liga            | Puchary krajowe | Puchary krajowe | Puchary krajowe | Puchary krajowe | Puchary europejskie | Puchary europejskie | Puchary europejskie | Puchary europejskie | Suma  | Suma   | Suma         | Suma            |
| Klub          | Sezon         | Liga                    | Mecze | Bramki | Kartki       | Kartki          | Mecze           | Bramki          | Kartki          | Kartki          | Mecze               | Bramki              | Kartki              | Kartki              | Mecze | Bramki | Kartki       | Kartki          |
| Klub          | Sezon         | Liga                    | Mecze | Bramki | Żółte kartki | Czerwone kartki | Mecze           | Bramki          | Żółte kartki    | Czerwone kartki | Mecze               | Bramki              | Żółte kartki        | Czerwone kartki     | Mecze | Bramki | Żółte kartki | Czerwone kartki |
| ------------- | ------------- | ----------------------- | ----- | ------ | ------------ | --------------- | --------------- | --------------- | --------------- | --------------- | ------------------- | ------------------- | ------------------- | ------------------- | ----- | ------ | ------------ | --------------- |
| AB Argir      | 2006          | 1.deild                 | 0     | 0      | 0            | 0               | 0               | 0               | 0               | 0               | –                   | –                   | –                   | –                   | 0     | 0      | 0            | 0               |
| B36 Tórshavn  | 2006          | Formuladeildin          | 1     | 0      | 0            | 0               | 0               | 0               | 0               | 0               | 0                   | 0                   | 0                   | 0                   | 1     | 0      | 0            | 0               |
| B36 Tórshavn  | 2006          | 1.deild                 | 2     | 0      | 0            | 1               | –               | –               | –               | –               | –                   | –                   | –                   | –                   | 2     | 0      | 0            | 1               |
| AB Argir      | 2007          | Formuladeildin          | 9     | 0      | 0            | 0               | 0               | 0               | 0               | 0               | –                   | –                   | –                   | –                   | 9     | 0      | 0            | 0               |
| AB Argir      | 2008          | 1.deild                 | 10    | 2      | 1            | 0               | 0               | 0               | 0               | 0               | –                   | –                   | –                   | –                   | 10    | 2      | 1            | 0               |
| AB Argir      | 2008          | 2.deild                 | 1     | 0      | 0            | 0               | 0               | 0               | 0               | 0               | –                   | –                   | –                   | –                   | 1     | 0      | 0            | 0               |
| Aberdeen F.C. | 2009/2010     | Scottish Premier League | 0     | 0      | 0            | 0               | 0               | 0               | 0               | 0               | 0                   | 0                   | 0                   | 0                   | 0     | 0      | 0            | 0               |
| HB Tórshavn   | 2010          | Formuladeildin          | 7     | 0      | 0            | 0               | 2               | 0               | 0               | 0               | 0                   | 0                   | 0                   | 0                   | 9     | 0      | 0            | 0               |
| Suma          | AB Argir      | AB Argir                | 20    | 2      | 1            | 0               | 0               | 0               | 0               | 0               | –                   | –                   | –                   | –                   | 20    | 2      | 1            | 0               |
| Suma          | B36 Tórshavn  | B36 Tórshavn            | 3     | 0      | 0            | 1               | 0               | 0               | 0               | 0               | 0                   | 0                   | 0                   | 0                   | 3     | 0      | 0            | 1               |
| Suma          | Aberdeen F.C. | Aberdeen F.C.           | 0     | 0      | 0            | 0               | 0               | 0               | 0               | 0               | 0                   | 0                   | 0                   | 0                   | 0     | 0      | 0            | 0               |
| Suma          | HB Tórshavn   | HB Tórshavn             | 7     | 0      | 0            | 0               | 2               | 0               | 0               | 0               | 0                   | 0                   | 0                   | 0                   | 9     | 0      | 0            | 0               |
| Suma          | Wszystkie     | Wszystkie               | 30    | 2      | 1            | 1               | 2               | 0               | 0               | 0               | 0                   | 0                   | 0                   | 0                   | 32    | 2      | 1            | 1               |

## Kariera reprezentacyjna
Pierwszy mecz w barwach swojej reprezentacji Rógvi Holm rozegrał 14 października 2005. Było to spotkanie drużyny U-17 przeciwko reprezentacji U-17 Niemiec. Holm wystąpił ponadto w ośmiu meczach reprezentacji U-21 eliminacji do Mistrzostw Europy 2009 w Szwecji.